# Ulrich Safferling
Ulrich Safferling (* 14. Juni 1964) ist ein deutscher Motorjournalist und Chefredakteur der Klassiker-Magazine OCTANE (D-A-CH) und SPIRIT (CH).

## Leben
Nach einem Studium an der Fachhochschule des Landes Niedersachsen für den gehobenen Verwaltungsdienst (1984–1987) studierte Safferling bis 1993 an der Universität Hamburg Politikwissenschaft und wurde dort Mitgründer der „Hamburger Unizeitung“. Von 1993 bis 1994 besuchte er die Henri-Nannen-Schule.
Seine berufliche Laufbahn begann er bei der Hamburger Morgenpost (1995–1996) und bei der Bild am Sonntag (1996–1997). Anschließend war er bis 2005 bei der Auto Bild tätig, zuletzt als stellvertretender Redaktionsleiter von AUTO Bild Online. Von 2006 bis 2010 arbeitete er als Reporter für die schweizerische SonntagsZeitung. Ebenfalls in der Schweiz war Safferling 2010–2014 Chefredaktor bei auto-illustrierte und gründete deren Ableger auto-illustrierte KLASSIK. Im Jahr 2014 übernahm er die Verlagsleitung für ADAC/Michelin-Reiseführer bei Travel House Media.
Anfang 2016 machte sich Safferling selbständig und wurde für knapp zwei Jahre Chefredakteur der deutschsprachigen Octane (2016–2017). Ab 2018 leitete er als Chefredakteur im GeraMond Verlag die Zeitschriften Auto Classic, Traktor Classic, Traktor XL, Flugmodell und Schöner Südwesten. Seit August 2020 ist Safferling wieder Chefredakteur der deutschen Octane-Ausgabe, bis Ende 2022 war er zugleich verantwortlicher Redakteur von Auto Classic. Safferling lebt seit 2020 in der Schweiz und hat dort die Classic News Network GmbH gegründet. 2023 lancierte er zusammen mit Martin Jaggi vom Energy Park in Laupersdorf das Schweizer Oldtimer-Magazin SPIRIT.

## Veröffentlichungen
- Der Autoratgeber: so fahren Sie immer auf der richtigen Seite, München 2001.
- 101 Dinge, die man über Youngtimer wissen muss, München 2022

## Belege
1. ↑  Hamburger Unizeitung
2. ↑  Gruner + Jahr: Motor-Presse (Schweiz) AG startet "auto-illustrierte KLASSIK". Abgerufen am 30. Dezember 2020.
3. ↑  Travel House Media: Ulrich Safferling übernimmt Verlagsleitung ADAC- und MICHELIN-Reiseführer. In: dnv-online.net. 12. September 2014, abgerufen am 30. April 2019.
4. ↑  Impressum. Abgerufen am 30. Dezember 2020.
5. ↑  Classic News Network GmbH in Luzern. Abgerufen am 30. Dezember 2020.
6. ↑  Ursula Klein: «Spirit»: Ein neues Magazin für Auto-Enthusiasten und Classic-Connaisseure. In: www.klein-report.ch. Ursula Klein, 9. Mai 2023, abgerufen am 13. Mai 2023.

| Personendaten    | Personendaten                                                |
| ---------------- | ------------------------------------------------------------ |
| NAME             | Safferling, Ulrich                                           |
| KURZBESCHREIBUNG | deutscher Motorjournalist und Chefredakteur von Auto Classic |
| GEBURTSDATUM     | 14. Juni 1964                                                |